# Pao Pao
Pao Pao è un romanzo, opera seconda di Pier Vittorio Tondelli, pubblicato nel 1982 da Feltrinelli.

## Il libro
La sigla PAO sta per Picchetto Armato Ordinario ed evoca l'esperienza della caserma, punto di partenza di un romanzo in cui Tondelli intreccia i fili di una trama ora sentimentale ora comica, sempre sorretta da una vivacissima invenzione linguistica. Di fatto Pao Pao narra le storie amorose e poco marziali che travolgono una compagnia di giovani durante l'anno di servizio militare. Al grigiore dell'apparato burocratico e militare questi giovani oppongono una vitalità a volte sfrenata riuscendo ad attraversare indenni le istituzioni nonostante le infrazioni ai codici disciplinari e una più o meno larvata resistenza alla sottomissione.

## Edizioni
- Pao Pao, Milano, Feltrinelli, 1982. ISBN 8807012820.
- Pao Pao, Milano, Universale Economica Feltrinelli n. 1072, 1989. ISBN 9788807810725.

Traduzioni
- (FR)  Pao Pao, trad. di Nicole Sels, Paris, Éditions du Seuil, 1985. ISBN 2020087073.
- (CA)  Pao Pao, trad. di Frances Sales, Barcelona, Pòrtic, 1988. ISBN 9788473063173.
- (DE)  Pao, Pao. Gruppenbild mit Mann, trad. di Christoph Klimke e Castor Seibel, Rowohlt, Reinbek 1992. ISBN 9783499124891.